# Новая Деревня (Курганская область)
Новая Деревня — деревня в Притобольном районе Курганской области России. Входит в состав Нагорского сельсовета.

## Климат
Климат характеризуется как резко континентальный, с холодной продолжительной малоснежной зимой и тёплым сухим летом. Среднегодовая температура — 1,6 °C. Средняя температура воздуха самого холодного месяца (января) составляет −17,9 °C (абсолютный минимум — −47 °С); самого тёплого месяца (июля) — 19,3 °C (абсолютный максимум — 41 °С). Вегетационный период длится 168 дней. Годовое количество атмосферных осадков — 346 мм, из которых 263 мм выпадает в период с апреля по октябрь. Продолжительность периода с устойчивым снежным покровом равна 157 дням.

## История
До 1917 года в составе Утятской волости Курганского уезда Тобольской губернии. По данным на 1926 год состояла из 105 хозяйств. В административном отношении входила в состав Утятского сельсовета Утятского района Курганского округа Уральской области.

## Население
| 1989 | 2002 | 2010 |
| ---- | ---- | ---- |
| 189  | ↘126 | ↘123 |

По данным переписи 1926 года в деревне проживало 484 человека (231 мужчина и 253 женщины), в том числе: русские составляли 100 % населения.
Согласно результатам Всероссийской переписи населения 2002 года, в национальной структуре населения русские составляли 98 %.